# ستيفان أوستويتش
ستيفان أوستويتش مواليد 20 أغسطس 1941 في مملكة يوغوسلافيا، هو لاعب كرة قدم صربي. لعب كمهاجم.

## المسيرة الاحترافية

### أندية لعب لها
- رادنيتشكي نيش
- النجم الأحمر بلغراد
- نادي موناكو
- نادي فنربخشة

## روابط خارجية
- ستيفان أوستويتش على موقع قاعدة بيانات كرة القدم.إي يو (الإنجليزية)
- ستيفان أوستويتش على موقع ناشيونال فوتبول تيمز (الإنجليزية)
- ستيفان أوستويتش على موقع عالم كرة القدم.نت (الإنجليزية)